# Adam Kuckhoff
Pour les articles homonymes, voir Kuckhoff.
Adam Kuckhoff, né le 30 août 1887 à Aix-la-Chapelle (province de Rhénanie) et mort exécuté le 5 août 1943 à la prison de Plötzensee à Berlin, est un écrivain allemand, résistant au national-socialisme.

## Biographie
Adam Kuckhoff est le fils d'un fabricant d'aiguilles. Il fait des études de droit, philosophie, histoire et germanistique, qu'il termine par une thèse de doctorat sur Schiller.
Intéressé par le théâtre, il met en scène Woyzeck de Georg Büchner au Neues Theater de Francfort. Dans les années 1920, il est directeur du théâtre itinérant « Frankfurter Künstlertheater für Rhein und Main ». En 1928, il prend en charge la rédaction de la revue Die Tat. De 1930 à 1932, il occupe le poste de dramaturge au Berliner Staatliche Schauspiele que lui avait proposé son ami d'enfance Adolf Grimme. Il écrit des pièces de théâtre, puis travaille comme écrivain indépendant à partir de 1932.
En 1933, il s'engage activement dans la résistance au nazisme. Il se lie d'amitié, par l'intermédiaire de Greta Lorke qu'il épouse en 1937, avec Arvid et Mildred Harnack. En 1940, il fait la connaissance d'Harro Schulze-Boysen et le met en relation avec les Harnack. Ainsi se constitue le groupe de résistance Schulze-Boysen-Harnack, qui se rattache ensuite au réseau de l'Orchestre rouge. Kuckhoff rédige des tracts avec le communiste John Sieg et collabore à des revues comme Die innere Front (Le Front intérieur).
Le 12 septembre 1942, la Gestapo l'arrête alors qu'il participe à un tournage à Prague. Adam Kuckhoff est condamné à mort par la cour martiale du Reich le 3 février 1943 et exécuté le 5 août 1943 à la prison de Plötzensee à Berlin.

## Distinction
L'ordre du Drapeau rouge lui est décerné par l'Union soviétique en 1969.